# Сиговское сельское поселение
Сиговское се́льское поселе́ние — упразднённое муниципальное образование в Осташковском районе Тверской области Российской Федерации.
Административный центр — посёлок Сиговка.

## Географические данные
- Общая площадь: 166,8 км²
- Нахождение: южная часть Осташковского района
  - Граничит:
    - на севере — с городом Осташков и Сорожским СП
    - на востоке — с Ждановским СП
    - на юге — с Селижаровским районом, Селищенское СП и Шуваевское СП
    - на западе — с Замошским СП

На востоке поселения — Селижаровский плёс озера Селигер и река Селижаровка, на западе — озеро Сиг из которого вытекает река Сиговка.
По поселению проходят автодороги: «Ржев—Селижарово—Осташков» и «Торжок—Осташков»(по восточной границе).

## История
В XVI—XVII вв. территория поселения относилась к Котицкой волости Ржевского уезда Русского государства.

С XVIII века территория поселения входила:
- в 1708—1727 гг. в Санкт-Петербургскую (Ингерманляндскую 1708—1710 гг.) губернию, Тверскую провинцию,
- в 1727—1775 гг. в Новгородскую губернию, Тверскую провинцию,
- в 1775—1796 гг. в Тверское наместничество, Осташковский уезд,
- в 1796—1929 гг. в Тверскую губернию, Осташковский уезд,
- в 1929—1935 гг. в Западную область, Осташковский район,
- в 1935—1990 гг. в Калининскую область, Осташковский район
- с 1990 в Тверскую область, Осташковский район.

В середине XIX-начале XX века деревни поселения относились к Емшинской и Зехновской волостям Осташковского уезда.
Образовано в 2005 году, включило в себя территорию Сиговского сельского округа.
Законом Тверской области от 17 апреля 2017 года № 27-ЗО, все муниципальные образования Осташковского района были преобразованы в Осташковский городской округ.

## Население
| 2002  | 2005  | 2008  | 2010  | 2011  | 2012  | 2013  |
| ----- | ----- | ----- | ----- | ----- | ----- | ----- |
| 1295  | ↗1478 | ↘1394 | ↘1130 | ↘1123 | ↗1190 | ↗1202 |
| 2014  | 2015  | 2016  | 2017  |       |       |       |
| ↘1179 | ↗1186 | ↘1173 | ↗1177 |       |       |       |

## Состав сельского поселения
На территории поселения находятся следующие населённые пункты:
| №  | Населённый пункт | Тип населённого пункта          | Население |
| -- | ---------------- | ------------------------------- | --------- |
| 1  | Александрово     | деревня                         | ↘0        |
| 2  | Ананьино         | деревня                         | ↘7        |
| 3  | Буковичи         | деревня                         | ↘1        |
| 4  | Верхние Котицы   | деревня                         | ↗16       |
| 5  | Волчья Гора      | деревня                         | →0        |
| 6  | Гладкое          | деревня                         | ↘18       |
| 7  | Горбово          | деревня                         | ↘13       |
| 8  | Дулово           | деревня                         | ↘17       |
| 9  | Жук              | деревня                         | ↘1        |
| 10 | Зехново          | деревня                         | ↘212      |
| 11 | Кулатово         | деревня                         | ↘13       |
| 12 | Нелегино         | деревня                         | ↘1        |
| 13 | Нижние Котицы    | деревня                         | ↗17       |
| 14 | Озерки           | деревня                         | ↘14       |
| 15 | Осцы             | посёлок                         | ↘107      |
| 16 | Панюки           | деревня                         | ↘5        |
| 17 | Пыжи             | деревня                         | →0        |
| 18 | Рогожа           | деревня                         | ↘212      |
| 19 | Сиговка          | посёлок, административный центр | ↘448      |
| 20 | Спицино          | деревня                         | ↘18       |
| 21 | Старый Сиг       | деревня                         | ↘1        |
| 22 | Уревы            | деревня                         | →0        |
| 23 | Язово            | деревня                         | ↘1        |

## Люди, связанные с сельским поселением
В деревне Старый Сиг родился Герой Советского Союза Николай Ефимович Соловьёв.